# NGC 5480
NGC 5480 ist eine Spiralgalaxie vom Hubble-Typ Sc im Sternbild Großer Bär am Nordsternhimmel und ist schätzungsweise 88 Millionen Lichtjahre von der Milchstraße entfernt.
Sie bildet zusammen mit NGC 5481 eine gravitationell gebundene Doppelgalaxie, beide zusammen wurden am 15. Mai 1787 von Wilhelm Herschel mit einem 18,7-Zoll-Spiegelteleskop entdeckt, der sie dabei mit „Two. The preceding [NGC 5480] F, pS, R, vgbM. The following [NGC 5481] F, vS, stellar, smbM; distance 2.5′“ beschrieb.